# Mallaspis scutellaris
Mallaspis scutellaris là một loài bọ cánh cứng trong họ Cerambycidae.